# Benito
Benito  è un nome proprio di persona spagnolo maschile.

## Varianti
- Femminili: Benita[1][3]

## Origine e diffusione

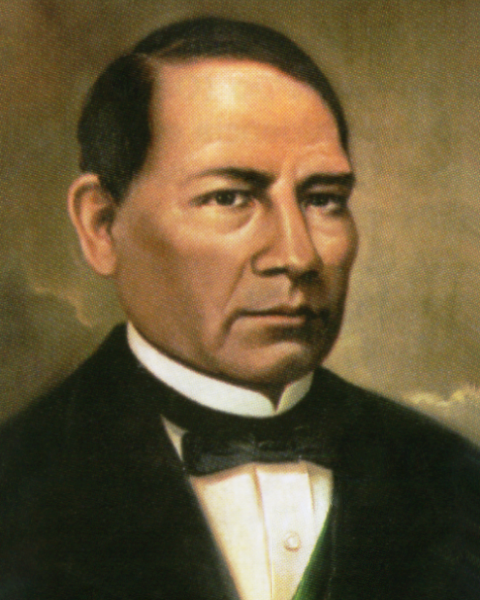
Benito Juárez

È la forma spagnola del nome Benedetto, derivata dal latino "Benedictus" con sincope che si riscontra, ad esempio, anche nel francese "Benoît".
In Italia questo nome ebbe una certa diffusione già nell'Ottocento, quando fecero ritorno in patria diversi italiani emigrati in Sud America. A metà del secolo il nome si diffuse ulteriormente, soprattutto negli ambienti progressisti dell'epoca: la sua fama, questa volta, era legata alla figura di Benito Juárez, considerato da molti come il fondatore del Messico moderno. Fu proprio questo il motivo che spinse Alessandro Mussolini a dare a suo figlio Benito questo nome. Durante il periodo fascista questo nome vide crescere enormemente la sua diffusione nella penisola e da allora, per i fatti ben noti nella storia d'Italia, Benito è divenuto un nome legato al ricordo del ventennio.

## Onomastico
L'onomastico si può festeggiare lo stesso giorno del nome Benedetto.

## Persone

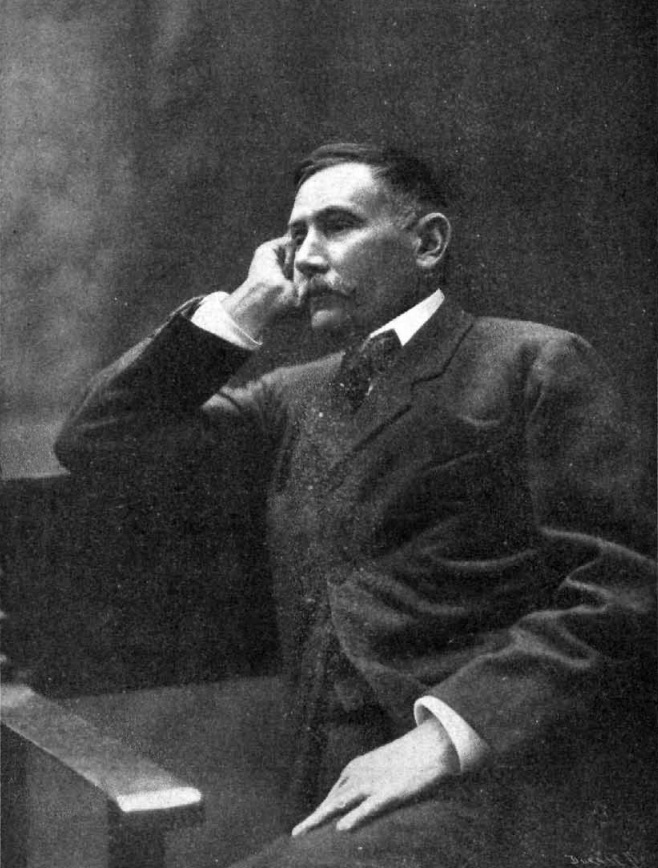
Benito Pérez Galdós

- Benito Archundia, arbitro di calcio messicano
- Benito Atzei, carabiniere italiano
- Benito Albino Dalser, figlio di Benito Mussolini avuto da Ida Dalser
- Benito Feijoo, saggista e religioso spagnolo
- Benito Jacovitti, fumettista italiano
- Benito Juárez, politico e avvocato messicano
- Benito Lorenzi, calciatore e allenatore di calcio italiano
- Benito Antonio Martinez Ocasio, in arte Bad Bunny, rapper, cantante e produttore discografico portoricano
- Benito Mussolini, politico, giornalista e dittatore italiano
- Benito Pérez Brito, viceré della Nuova Granada
- Benito Pérez Galdós, scrittore e drammaturgo spagnolo
- Benito Sanz y Forés, cardinale e arcivescovo cattolico spagnolo
- Benito Urgu, cantante, comico e cabarettista italiano
- Benito, calciatore nigeriano

### Variante Benita

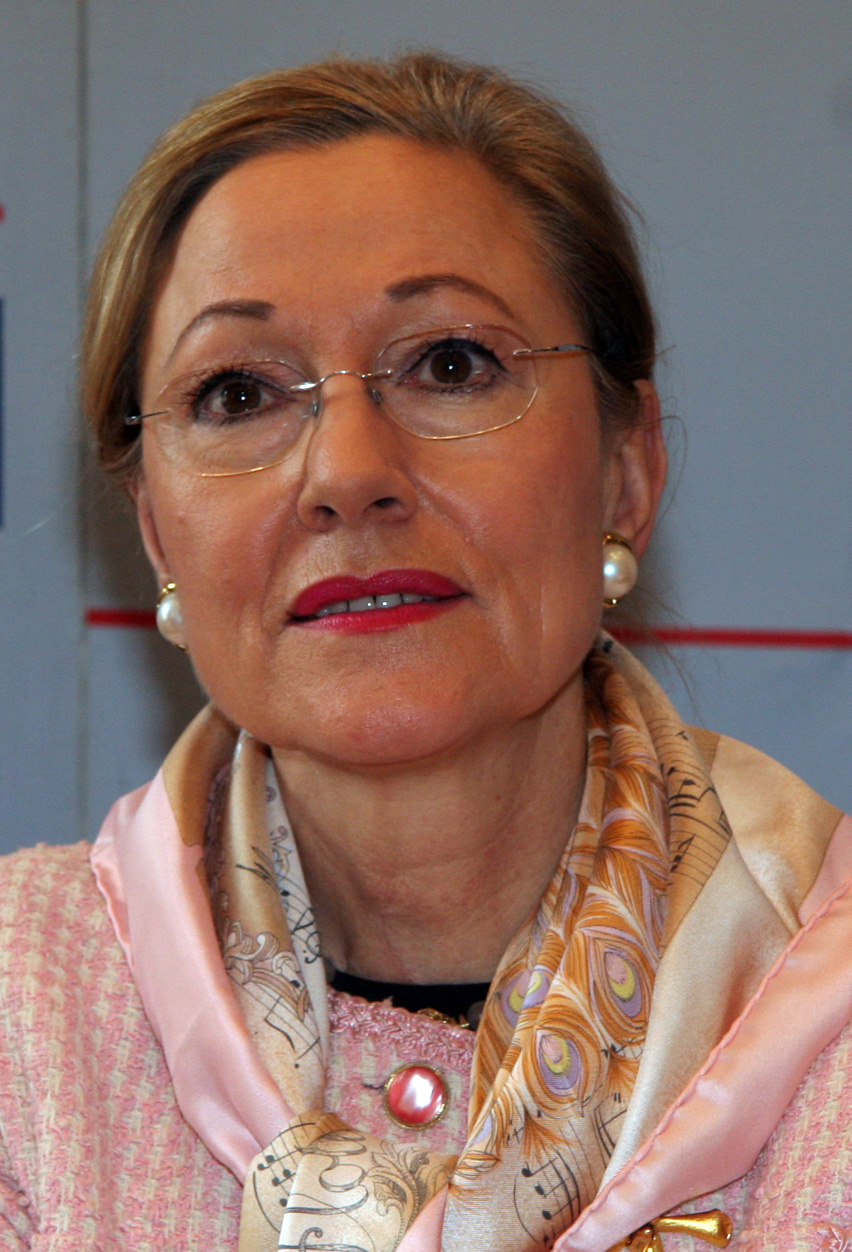
Benita Ferrero-Waldner

- Benita Ferrero-Waldner, politica e diplomatica austriaca
- Benita Fitzgerald-Brown, atleta statunitense
- Benita Hume, attrice inglese
- Benita Martini, attrice e doppiatrice italiana

## Il nome nelle arti
- Benito (o Benino) è un personaggio del presepe napoletano.
- Benito Cereno è il protagonista dell'omonimo romanzo scritto da Herman Melville